# Sverre Udnæs
Sverre Udnæs, född den 20 september 1939 i Oslo, död den 27 augusti 1982 på samma ort, var en norsk dramatiker och regissör.
Han blev producent för tv 1963 och regissör 1967, och var från 1978 konstnärlig rådgivare och regissör vid Nationaltheatret. För Fjernsynsteatret gjorde han bland annat en tv-serie baserad på Cora Sandels Alberte og friheten. Han satte också upp egna stycken på Fjernsynsteatret, bland andra Aske (1973) och Visittid (1976); båda gavs ut i bokform 1976 tillsammans med Symptomer (1971). 1977 gavs I dette hvite lyset ut tillsammans med Vinger och Skallet. Tv-filmen Løvfall visades 1980.
Udnæs verkade som teaterregissör på flera norska scener, och stod som regissör för så varierande prestationer som musikalen Bør Børson jr. på Det Norske Teatret och Linje lusta på Amfiscenen vid Nationaltheatret. Som scendramatiker gjorde han sig särskilt bemärkt för Kollisjonen, som han satte upp vid Oslo Nye Teater 1978, och Tidsnød på Det Norske Teatret 1980. Han regisserade dessutom två spelfilmer, Fru Inger till Østråt (1975) och Øyeblikket (1978).
Hans klart personliga dramatiska begåvning gav hans skådespel en levande, ofta poetisk dialog och en spänningsfylld scenisk form. Hans studier i kärnfamiljens underliggande konfliktstoff: hat, förbindelser och längtan efter kärlek, föregrep på många sätt den riktningen inom samtidsdramatiken som Lars Norén och Sam Shepard representerade under 1980- och 1990-talen. Postumt har S. U.: Dramatikk 1964-1982 (1988) getts ut.